# Härliga tider strålande tider
Härliga tider strålande tider är en svensk dokumentärklippfilm från 1979 i regi av Carl-Uno Sjöblom och Jonas Sima. Filmen är 90 minuter lång och visades på TV2 1979.
I filmen visas det klipp med flera av den svenska filmhistoriens stjärnor från 1930-, 1940- och 1950-talen. Flera blir även intervjuade, däribland Edvin Adolphson, Sigge Fürst, Annalisa Ericson, Kar de Mumma (manusförfattare och dialogbearbetare) och Hjördis Petterson.
Filmer som det visas klipp ur är bland andra: Pensionat Paradiset, Adolf Armstarke, Kyss henne, Blåjackor, Tappa inte sugen, Pojkarna på Storholmen, Fasters millioner, Hemliga Svensson, Kalle på Spången, Skanör-Falsterbo, Snurriga familjen och Jazzgossen.